# Malatesta (metropolitana di Roma)
Malatesta è una stazione della linea C della metropolitana di Roma.

## Lavori
I cantieri per la realizzazione sono iniziati nell'aprile 2007 e si sono conclusi a gennaio 2015; ultimata e affidata alla società di trasporto pubblico romana ATAC per il pre-esercizio il 12 maggio 2015, la stazione è stata aperta al pubblico il 29 giugno 2015, insieme alle altre stazioni della tratta Mirti-Lodi.

## Struttura e impianti
Malatesta dispone di tre accessi, due sul lato nord della piazza, in corrispondenza del capolinea degli autobus urbani, e uno a est, nello spartitraffico situato all'incrocio con via Roberto Malatesta. L'atrio intermedio della stazione, situato in corrispondenza della piazza ipogea, è stata realizzato per ospitare attività commerciali ed eventi culturali ed è raggiungibile dal piano stradale attraverso una scala in travertino. Il progetto definitivo della stazione prevedeva ulteriori interventi di riqualificazione della piazza.

## Servizi
La stazione dispone di:
- Biglietteria automatica

## Interscambi
- Fermata autobus ATAC